# Гуггенбергер, Адольф
Адольф Гуггенбергер (нем. Adolf Guggenberger; 9 мая 1896, Лиенц, Тироль — 4 июля 1933, Ау) — австрийский художник.
Представитель художественной династии. Учился в коммерческом училище в Мюнхене, изучал живопись у Морица Хаймана и Рихарда Годрона. Испытал также влияние Альбина Эггер-Линца. Автор портретов и пейзажей, бо́льшую часть жизни был связан с Лиенцем.

## Галерея

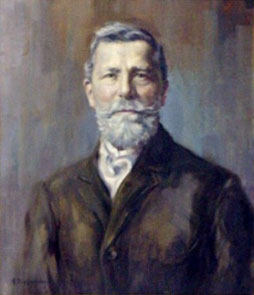
Портрет художника Карла Хофмана[нем.]
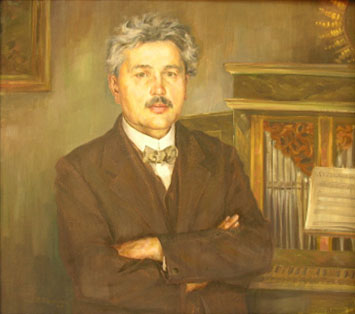
Портрет музейного работника и музыканта Владимира Лаблера (1926)
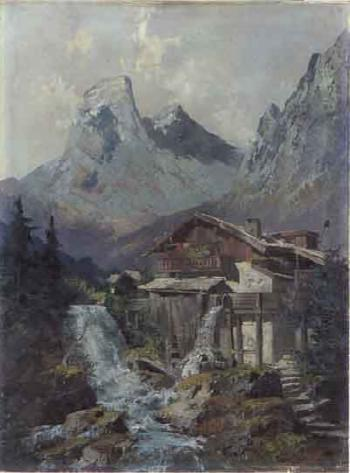
Мельница в Кайзертале